# Złącze COM

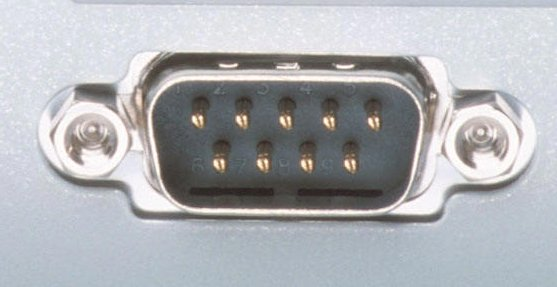
9-pinowe złącze COM.

Złącze szeregowe COM – nazwa portu szeregowego (ang. communication port lub serial port) w komputerze, umożliwiający podłączenie np. myszy lub modemu. Poprzez złącze COM można także połączyć dwa komputery ze sobą.
Nazwa była używana w komputerach klasy PC przez IBM. Początkowo istniały 4 porty COM oznaczone jako COM1, COM2, COM3, COM4. Współcześnie w komputerach PC nie używa się już raczej portów tego typu (zastąpiły je m.in. złącza USB).
W elektronice używa się również nazwy złącza RS-232 lub RS-232C od nazwy standardu komunikacji między urządzeniami.